# 李之用
李之用（？—？），字實卿，號見松，湖廣黃州府黃岡縣人，民籍，明朝政治人物。

## 生平
嘉靖四十三年（1564年）甲子科舉湖廣鄉試第四十二名，萬曆八年（1580年）庚辰科會試第一百六十三名，登三甲第二十五名進士。吏部觀政，本年授南昌府推官，十三年充本省乡试同考官，十四年升刑部主事，丁憂归乡。十九年复除本部，二十年差江北决囚。二十一年升员外郎，升郎中，万历二十二年任邵武府知府。
萬曆二十七年三月升云南副使，二十九年考察致仕。

## 家族
曾祖李森，曾任壽官；祖父李執中；父李田。母宋氏。